# Front (électronique)
Pour les articles homonymes, voir Front.

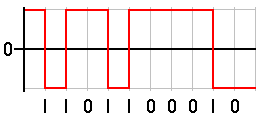
Fronts d'un signal représenté sous la forme d'une modulation d'amplitude carrée avec un codage non-return-to-zero, inverted

En électronique, un front est une transition d'un signal logique bas vers haut ou haut vers bas :
- un front montant est la transition du bas vers le haut ;
- un front descendant est la transition du haut vers le bas.